# Niñopan

El Niñopa (o Niñopan) es una imagen que representa al Niño Jesús y se venera en Xochimilco (México). Se trata de una escultura de madera de palo de colorín realizada en el siglo XVI, sin embargo no hay datos exactos acerca del autor. Puede considerarse una de las imágenes de culto católico más antiguas de América Latina. El Niñopa no tiene un templo sino que se encuentra bajo la custodia rotativa de las familias de los barrios de Xochimilco que fungen como sus mayordomos, quienes durante un año son responsables de la veneración de la imagen, cuyo sistema de culto comenzó en el siglo XIX. Por la magnitud de sus festividades, el Niñopa es el centro de la vida religiosa de los barrios históricos de Xochimilco.

## Nombre
El nombre de la imagen es Niñopa, un vocablo, que, según la etimología popular, debe entenderse como Niño del lugar, donde -pa (sufijo del náhuatl), significa lugar. En otras referencias se dice que el -pa es apócope de la palabra padre, asimismo, se entiende que el Niñopa es "el lugar donde está el niño", incorporando el mismo vocablo náhuatl.

## Descripción
La escultura representa a un niño Dios desnudo con un cendal azul cerúleo alrededor de la cadera, mide 51 centímetros de largo y pesa 598 gramos sin vestir; sus ojos son de vidrio con pestañas naturales muy irregulares, tiene el brazo derecho en alto, como bendiciendo, el izquierdo con la palma de la mano extendida en actitud dadora, y las piernas están ligeramente flexionadas. Gracias a una muestra milimétrica extraída de un orificio que la imagen tiene desde su origen en la parte trasera, se sabe que fue hecha de madera de colorín (tzompantli); árbol de la familia de las leguminosas que se encuentra en la cuenca de la Ciudad de México y en los estados de México, Michoacán, Guerrero, Morelos, Puebla y Veracruz.

## Historia

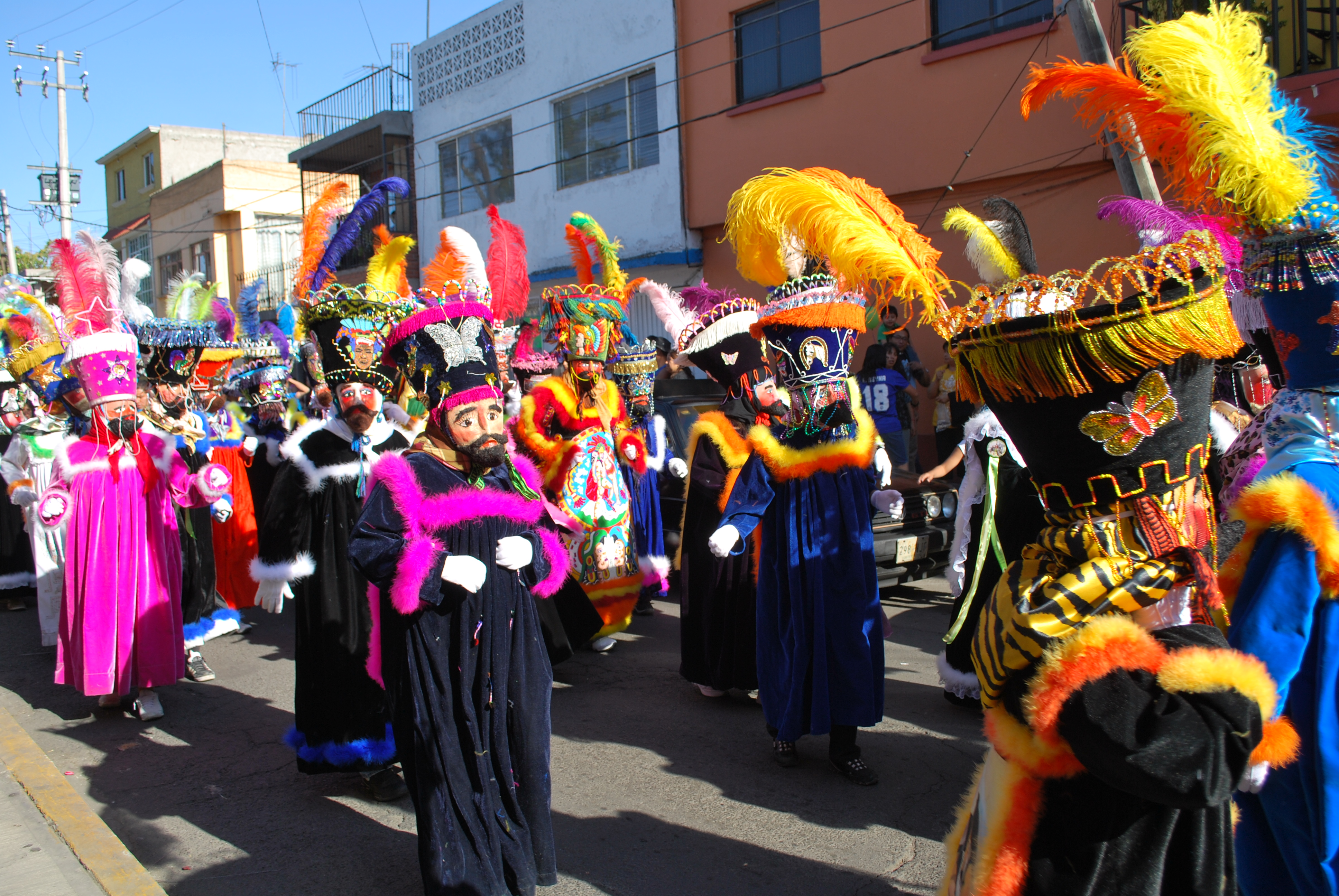
Chinelos en procesión con el Niñopa

Existe la posibilidad de que el Niñopa haya sido elaborado por manos de artesanos o alumnos del Colegio de Artes y  Oficios  del  convento  de  Xochimilco, sin embargo, no se tiene información precisa. Para el año de 1650, habría algún indicio de que Martín Cerón de Alvarado haya tenido la propiedad de la imagen del Niño Dios y otras imágenes, otras versiones que no han podido ser soportadas por documentos, dicen que el Niñopa pertenecía a un matrimonio español que al morir heredó la custodia de la imagen a los monjes Franciscanos del entonces Convento de San Bernardino de Siena. Por otro lado, se tiene la versión de que los evangelizadores españoles utilizaron la imagen del Niñopa y otras imágenes religiosas dentro del proceso de conversión de los indígenas al catolicismo. Se cree que la imagen del Niñopa fue usado para representar las Posadas y la Nochebuena, dentro de las denominadas capellanías para que de este modo la comunidad comprendiera cómo fue la Natividad de Jesús y posteriormente su vida y obra. No existen registros o documentos que acerquen al destino que siguió la imagen durante varios siglos, previo al culto que se practica desde el siglo XX en Xochimilco, el hueco lleva desde que su custodia pasó a manos de los caciques de Xochimilco y los posteriores encomenderos españoles, hasta llegar al sistema de mayordomías que se conoce actualmente.
El único probable registro documental que existe y que podría ser una referencia al Niñopa, es un documento de 1805 en el que se menciona a Manuel Antonio, un indígena tributario del Barrio de Belén en Xochimilco, de oficio herrero, que fue nombrado a fines de 1804, por la República de Indios local, como el mayordomo de la fiesta del Niño  Dios, es probable que el sufijo -pa se haya agregado posteriormente. Durante períodos históricos de México, como la Independencia y la Revolución, fue custodiado por la comunidad, a la vez que se le seguía venerando. 
En el año 1969, el cura de la entonces parroquia de San Bernardino, quiso apropiarse del Niñopa, situación que molestó a la comunidad y estuvo a punto de desencadenar la violencia, hasta que intervino la Secretaría de Gobernación y decretó que el Niñopa debía ser Patrimonio de la Nación. Se creó un Comité de Vigilancia y Administración formado por habitantes de Xochimilco, quienes vigilan y administran al Niñopa.

## Culto popular
De acuerdo con la tradición cada día 2 de febrero, Día de La Candelaria, la Catedral de San Bernardino de Siena de la Alcaldía Xochimilco de la Ciudad de México, es el escenario para el cambio de mayordomo, después de la misa que conmemora la presentación del Niño Jesús en el templo, tras la purificación de la Virgen María. El mayordomo es la persona o familia que se registró ante la actual asamblea de futuros mayordomos para ser el responsable de la custodia, manejo de la agenda y cuidado de la venerada imagen. Cabe señalar que actualmente hay que esperar alrededor de 40 años para ser su mayordomo, por lo que se puede inferir que si una persona actualmente  se registra, para ser el mencionado mayordomo o mayordoma, tendría que ir acompañado de un hijo, o tal vez nieto, para que también sea registrado y llegado el turno, sea el responsable de recibir al Niñopa, es un compromiso que se obtiene por inscripción propia y es heredable.

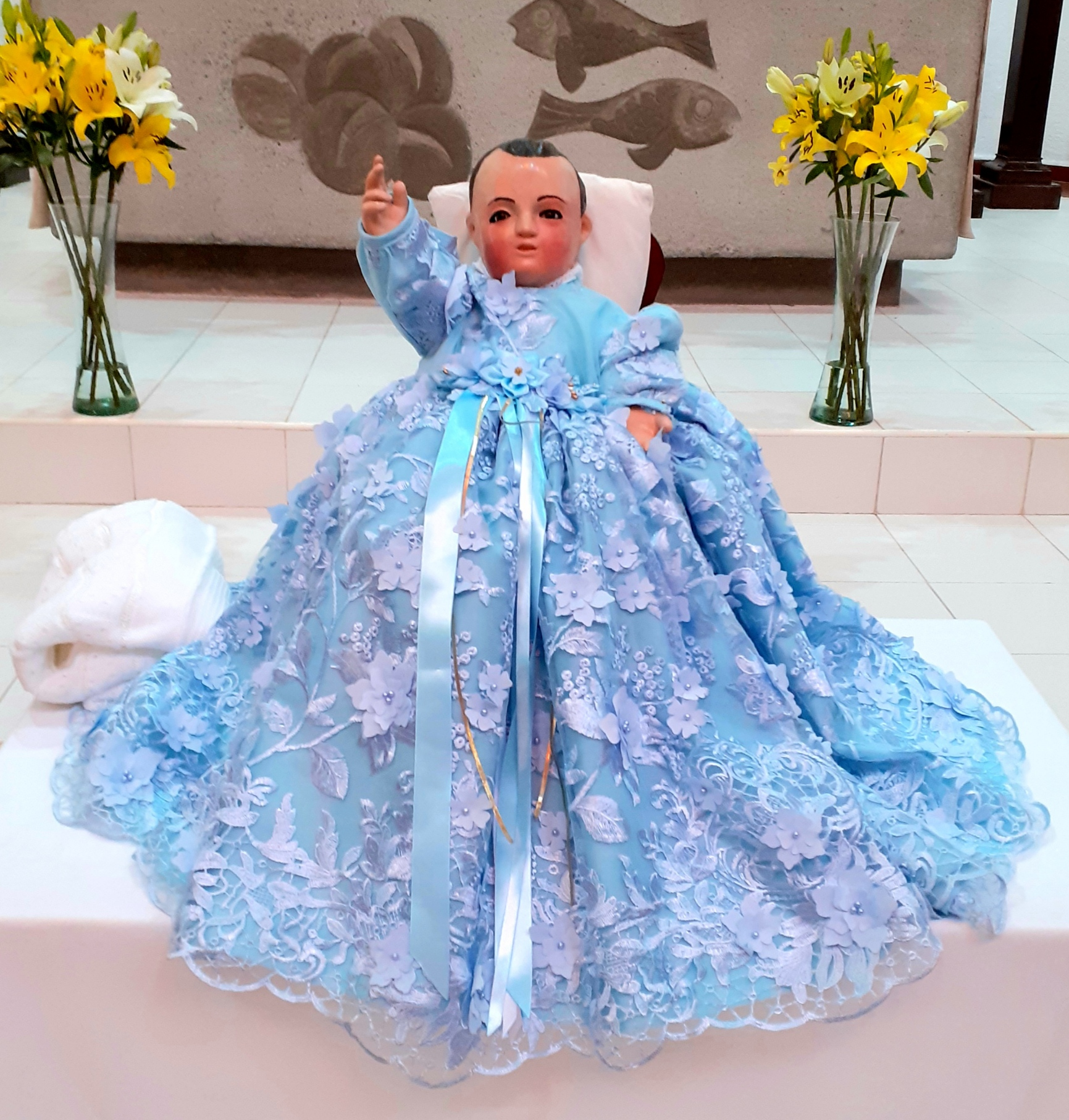
El Niñopa, imagen del Niño Jesús veneradísima en Xochimilco, Ciudad de México. 2022.

El mayordomo en turno, normalmente se ocupa de acondicionar o construir una casa para acomodar los innumerables ropones, así como cunas, cuadros, muebles, juguetes, cobijas y joyas que el Niñopa tiene, para llevar a cabo la celebración, el mayordomo deberá prepararse en diferentes sentidos, socialmente, espiritualmente y también económicamente. El evento de recibimiento se realiza en su domicilio. Asimismo, el mayordomo tiene que buscar con anticipación (por lo menos cinco años antes) a los posaderos, familias quienes le harán las nueve posadas y el arrullo en el mes de diciembre siguiente. El 2 de febrero, el mayordomo debe tener listos el altar donde será venerado por sus fieles, la recámara especial del Niñopa. Una parte importante del culto al Niñopa es el compartir, por lo que el mayordomo prepara la comida para miles de personas, hay música de banda de viento, mariachis amenizando el festejo, se organiza una comparsa de chinelos, una estudiantina, se adornan las calles aledañas a "la casa del Niñopa" con papel picado y guirnaldas con flores, se elaboran grandes portadas florales o el arco de bienvenida (arco triunfal originario del virreinato), se lleva a cabo la quema de cohetes de trueno y fuegos artificiales diversos, arreglos florales, globos y desde luego, el flamante y hermoso ropón que ese día a las 12:00 el adorado Niñopa estrenará para la misa de La Candelaria y portará para que dos o tres horas después llegue a su nueva morada, en medio de una impresionante procesión formada por miles de personas surcando el paso de los chinelos que abren paso al Niñopa que se dirige al barrio que alberga el hogar en el que permanecerá durante un año. No se necesita ser invitado para asistir, pues a todos los presentes se les sirve de comer, sin distinción alguna. Debe mencionarse que está prohibido servir bebidas alcohólicas y organizar bailes populares que no sean de culto.
Es común que los habitantes de los barrios (división territorial existente en Xochimilco, en lugar de colonias) se organicen y contribuyan con mano de obra en los preparativos o aportaciones en especie, para que la llegada del Niñopa a su nueva casa sea lo más alegre, cálida y vistosa posible. Hay barrios que nunca lo han recibido, por lo que es todo un honor para la familia y el propio barrio ser su morada durante un año. La gente que pone su fe en el Niñopa asegura que se confía más en la imagen religiosa que en las mismas autoridades locales.
Actualmente, cada año el Niñopa acude, en medio de una gran procesión, al Instituto Nacional de Antropología e Historia (INAH), para ser intervenido dada su antigüedad de más de 450 años, por lo que su antiguo peregrinar por los hogares de Xochimilco, es ya esporádico. No se le puede exponer al sol, la lluvia o al flash de cámaras fotográficas, no puede estar expuesto a condiciones de excesiva humedad y debe evitarse colocar arreglos florares naturales o fuentes acuáticas cerca de la imagen; y desde luego no se le puede tocar, es menester de los mayordomos y fieles, procurar el mantener al Niñopa en buen estado de conservación, reduciendo al máximo los riesgos de desprendimiento de las extremidades inferiores o superiores, la cabeza o el desgaste de la capa pictórica.
El Niñopa es una imagen peregrina, durante el año de lunes a sábado realiza visitas a los hogares de los llamados hospederos que lo solicitan al mayordomo, actualmente las visitas se realizan únicamente en las 16 alcaldías de la Ciudad de México. El niño sale de la casa del mayordomo por la mañana, acude al hogar de visita a pie cuando es cercano, acompañado de sus chinelos en procesión o en auto cuando va a otras alcaldías. Normalmente, se ofrece una misa en la iglesia cercana al domicilio o en el mismo domicilio, la visita de la imagen puede hacerse abierta al público o de forma privada, y no es necesario hacer grandes festividades, eso se acepta siempre que la familia que hospeda al Niñopa en ese día tenga la posibilidad. La mayoría de las familias que lo reciben durante el año, lo hacen como una forma de agradecerle por milagros que les ha concedido el niño, por tradición familiar o por alguna necesidad. Al final del día, el niñopa puede regresar en procesión o en auto al domicilio del mayordomo, todos los días a las 8 de la noche se reza el rosario y es amenizado por la estudiantina o coro que el mayordomo organizó para la mayordomía del año correspondiente. Los domingos no hay visita a domicilios, pero el mayordomo debe llevar al Niñopa a la Catedral de San Bernardino a misa de las 5:30 de la tarde, posteriormente regresa con procesión para rezar el rosario en el horario de siempre.
Actualmente, la mayordomía del Niñopa está a cargo de la familia López Hernández, este año 2025 la casa del Niñopa en donde puede visitarlo o solicitar información, se ubica en la Calle de Xaltocan No. 39, Barrio de Xaltocan, Centro de Xochimilco.

## Festividades decembrinas
El ciclo festivo del Niñopa se acerca al final al celebrarse el novenario de Posadas del 16 al 24 de diciembre. Cada posada la celebra una familia que se anota en la lista o que el mayordomo elige con antelación, durante cada posada la imagen visita la casa del posadero quien lo recibe con una gran festividad, se sirve comida por la mañana y tarde a los invitados, se realiza una misa solemne y por la noche la tradicional procesión de la casa del posadero a la casa del mayordomo, en donde se quema pirotecnia, acompañan los chinelos y se reparten aguinaldos navideños con cacahuates y dulces. Al final de la procesión, en la casa del mayordomo se realiza la oración del novenario de posadas y finalmente se pide la posada.
El 24 de diciembre se realiza la misa de la Nochebuena y la tradicional arrullada al Niñopa, que se matiza igualmente con todos los elementos tradicionales de las procesiones del niño de Xochimilco. La última festividad de este ciclo es la adoración de los Reyes Magos que se realiza el 6 de enero en la Catedral de San Bernardino de Siena en Xochimilco, previo a la fiesta de la Candelaria en la que se entrega al Niñopa al nuevo mayordomo.

## Mitos del Niñopa
Alrededor del Niñopa existen diferentes mitos como el que indica que ésta es la segunda imagen del Niñopa, se dice que el primero se rompió o se cayó a los canales de Xochimilco. Sin embargo, el Instituto Nacional de Antropología e Historia descartó las versiones; recientemente un estudio arrojó que la madera de la escultura tiene más de 450 años.
Otro factor que interviene en la veneración del Niño es que la parte interior del ábside de la nave de la parroquia de San Bernardino, se colocan ocho oleos tabulares en los que se representan las más bellas escenas de la vida de Jesús, cuatro de éstas son pasajes de infancia mismas que despertaron y despiertan en los xochimilcas, no una fe impuesta por la fuerza, sino un interés por el Niño Dios objeto de amor, cuidado y veneración.
Se acostumbra que la gente le regale juguetes en agradecimiento a sus favores. Dice la tradición popular que mientras todos duermen, el niño juega con sus juguetes que le han obsequiado, incluso hay quienes afirman que sus ropas o zapatos amanecen sucias.

## Oración al Niñopa
Niño Lindo,
Niño Gallardo,
Niño Amoroso,
A pedirte vengo...
Como generoso,
Que la pena que traigo,
Me la vuelvas gozo,
pues tú eres mi Padre
y mi Dios bondadoso.
Oración al Niñopa